# Barletta 1922
Barletta 1922 (wł. Associazione Sportiva Dilettantistica Barletta 1922) – włoski klub piłkarski, mający siedzibę w mieście Barletta, w południowo-wschodniej części kraju, grający od sezonu 2019/20 w rozgrywkach Eccellenza Puglia.

## Historia
Chronologia nazw:
- 1922: squadra calcistica della città di Barletta
- 1928: Unione Sportiva Fascista Barletta
- 1938: Società Sportiva Fascista Barletta
- 1945: Società Sportiva Barletta
- 1981: Barletta Calcio Sport
- 1995: klub rozwiązano
- 1995: Associazione Calcio Barletta
- 2005: Associazione Sportiva Dilettantistica Barletta
- 2008: Società Sportiva Barletta Calcio
- 2015: klub rozwiązano
- 2015: Associazione Sportiva Dilettantistica Barletta 1922
- 2017: Società Sportiva Dilettantistica Brindisi Football Club S.r.l.

Pierwsza drużyna piłkarska została założona w miejscowości Barletta w 1922 roku. W 1928 klub przyjął nazwę US Fascista Barletta. W sezonie 1928/29 zespół debiutował w rozgrywkach Terza Divisione Puglia (D4). W sezonie 1929/30 po podziale najwyższej dywizji na Serie A i Serie B poziom Terza Divisione został zdegradowany do piątego stopnia. Sezon 1930/31 zakończył na 6.miejscu w grupie A Terza Divisione Puglia, ale potem zrezygnował z dalszych występów z powodu kłopotów finansowych i na kilka lat zawiesił działalność. W 1933 roku klub ponownie startował w Terza Divisione Puglia, a w 1935 awansował do Seconda Divisione Puglia (D5). W 1936 klub ponownie zawiesił działalność. W 1938 z nową nazwą SS Fascista Barletta startował w Seconda Divisione Puglia, ale po zakończeniu sezonu znów zrezygnował z dalszych występów. W sezonie 1941/42 klub został zakwalifikowany do Prima Divisione Puglia, awansując do Serie C. W sezonie 1942/43 zespół zajął 12.miejsce w grupie M Serie C. Jednak wskutek rozpoczęcia działań wojennych na terenie Włoch w czasie II wojny światowej mistrzostwa 1943/44 zostały odwołane.
Po zakończeniu II wojny światowej, klub wznowił działalność w 1945 roku i z nazwą SS Barletta został zakwalifikowany do Serie C Centro-Sud. W 1948 po kolejnej reorganizacji systemu lig został zdegradowany do Promozione. W 1952 po wprowadzeniu IV Serie (D4) poziom Promozione został obniżony do piątego stopnia. W 1955 awansował do IV Serie, która w 1957 zmieniła nazwę na Campionato Interregionale - Prima Categoria. W 1958 zespół awansował do Serie C, ale w 1962 spadł do Serie D. W 1966 wrócił do Serie C. Sezon 1971/72 spędził w Serie D, ale po roku wrócił do Serie C. W 1978 po kolejnej reorganizacji systemu lig klub został zakwalifikowany do Serie C1 (D4). W 1979 roku klub został zdegradowany do Serie C2. W 1981 klub zmienił nazwę na Barletta Calcio Sport, a w 1982 otrzymał promocję do Serie C1. W 1987 klub awansował do Serie B. W 1991 roku spadł z powrotem Serie C1. Sezon 1994/95 zajął 11.miejsce w grupie B Serie C1, ale potem z powodu ekonomicznych ogłosił upadłość i został rozwiązany.
W 1995 roku powstał nowy klub o nazwie AC Barletta, który startował w sezonie 1995/96 w rozgrywkach Eccellenza Puglia (D6). W 1998 klub został promowany do Campionato Nazionale Dilettanti, które w 1999 przyjęło nazwę Serie D. W 2001 klub spadł do Eccellenza Puglia, a w 2002 do Promozione Puglia. W 2005 wrócił do Eccellenza Puglia, po czym zmienił nazwę na ASD Barletta. W 2006 awansował do Serie D, która w 2008 zmieniła nazwę na Lega Pro Seconda Divisione. Również klub zmienił nazwę na SS Barletta Calcio. W 2010 awansował do Lega Pro Prima Divisione (D3). Przed rozpoczęciem sezonu 2014/15 wprowadzono reformę systemy lig, wskutek czego liga otrzymała nazwę Lega Pro. Ale po zakończeniu sezonu 2014/15 klub ponownie zbankrutował.
Tradycję sportową przejął nowy klub ASD Barletta 1922, który startował w Eccellenza Puglia (D5). Po zakończeniu sezonu 2015/16 zajął drugie miejsce w Eccellenza Puglia, ale potem przegrał w barażach.

## Barwy klubowe, strój
|  |  |

Klub ma barwy biało-czerwone. Zawodnicy domowe spotkania zazwyczaj grają w pasiastych pionowo biało-czerwonych koszulkach, czerwonych spodenkach oraz czerwonych getrach.

## Sukcesy

### Trofea międzynarodowe
Nie uczestniczył w rozgrywkach europejskich (stan na 31-05-2020).

### Trofea krajowe
| \| \| Zdobyte trofea w rozgrywkach Włoch (stan na: 31-08-2020) \| |                                                          |      |          |
| Rozgrywki                                                         | Osiągnięcie                                              | Razy | Sezon(y) |
| · Mistrzostwo                                                     | I miejsce                                                | 0    |          |
| · Mistrzostwo                                                     | II miejsce                                               | 0    |          |
| · Mistrzostwo                                                     | III miejsce                                              | 0    |          |
| · Puchar                                                          | zdobywca                                                 | 0    |          |
| · Puchar                                                          | finalista                                                | 0    |          |
| · Puchar                                                          | 1/64 finału                                              | 1    | 2008/09  |
| II liga                                                           | I miejsce                                                | 0    |          |
| II liga                                                           | II miejsce                                               | 0    |          |
| II liga                                                           | III miejsce                                              | 0    |          |
| II liga                                                           | 11.miejsce                                               | 1    | 1988/89  |
| Włochy                                                            | Zdobyte trofea w rozgrywkach Włoch (stan na: 31-08-2020) |      |          |

- Serie C1 (D3):
  - wicemistrz (1x): 1986/87 (B)
  - 3.miejsce (1x): 1985/86 (B)

## Piłkarze, trenerzy, prezydenci i właściciele klubu

### Prezydenci
...
- 1928–1930:  Michele Lamacchia

...
- od 2017:  Mario Dimiccoli

## Struktura klubu

### Stadion
Klub piłkarski rozgrywa swoje mecze domowe na Stadio Cosimo Puttilli w mieście Barletta o pojemności 9200 widzów. Podczas rekonstrukcji w latach 2015-2021 grał na Centro Sportivo Manzi Chiapulin.

### Derby
- Audace Cerignola
- SSC Bari
- Brindisi FC
- Fidelis Andria 2018
- Foggia Calcio
- US Lecce
- SS Monopoli 1966
- Taranto FC 1927
- Vigor Trani Calcio